# Jarczów (plaats)
Jarczów is een dorp in het Poolse woiwodschap Lublin, in het district Tomaszowski (Lublin). De plaats maakt deel uit van de gemeente Jarczów en telt 900 inwoners.